# Douradina (Paraná)
Douradina é um município do estado do Paraná, no Brasil e está localizada no noroeste paranaense, numa área de 470 km².

## História
Toda a região do noroeste do estado brasileiro do Paraná era ocupada, até meados do século XX, pela etnia indígena dos xetás. Com os projetos de colonização da região levados a cabo a partir dessa época, os xetás foram praticamente exterminados, seja através da perda de suas terras, através de doenças trazidas pelos não índios ou através do assassínio puro e simples. Douradina recebeu status de município pela lei estadual nº 7107 de 17 de janeiro de 1979, com território desmembrado de Maria Helena.

## Geografia
O Município de Douradina está localizado na região Noroeste do Estado do Paraná, possuindo uma latitude 23º22'51" sul e a uma longitude 53º17'30" oeste. Sua altitude é de 406 metros, a área total de 420,23 km² e a população, conforme estimativas do IBGE de 2018, era de 8 621 habitantes.

## Organização Político-Administrativa
O Município de Douradina possui uma estrutura político-administrativa composta pelo Poder Executivo, chefiado por um Prefeito eleito por sufrágio universal, o qual é auxiliado diretamente por secretários municipais nomeados por ele, e pelo Poder Legislativo, institucionalizado pela Câmara Municipal de Douradina, órgão colegiado de representação dos munícipes que é composto por vereadores também eleitos por sufrágio universal.

### Atuais autoridades municipais de Douradina
- Prefeito: Oberdam José de Oliveira - UB (2021/-)[11]
- Vice-prefeito: Aguinaldo Yoshio Nakamura - UB (2021/-)[11]